# Freak
Ein Freak [fɹi:k] (aus dem englischen freak „Krüppel“, „Verrückter“, „Unnormaler“ bzw. freak of nature „Laune der Natur“, aber auch „Begeisterter“) ist in der heutigen Umgangssprache meist eine Person, die eine bestimmte Sache, zum Beispiel ihr Hobby, exzessiv bzw. über ein „normales“ Maß hinaus betreibt, diese Sache zum Lebensinhalt macht oder sich zumindest besser als eine Person, die dem Schnitt der Bevölkerung entspricht, darin auskennt (beispielsweise ein Computerfreak). Lebensweise und Lebensführung eines Freaks können sich von der eines Durchschnittsbürgers unterscheiden und bewusst individuell, unangepasst, anders oder „flippig“ sein. Das dazugehörige Adjektiv ist freakig, weit verbreitet ist auch freaky.

## Begriffsgeschichte

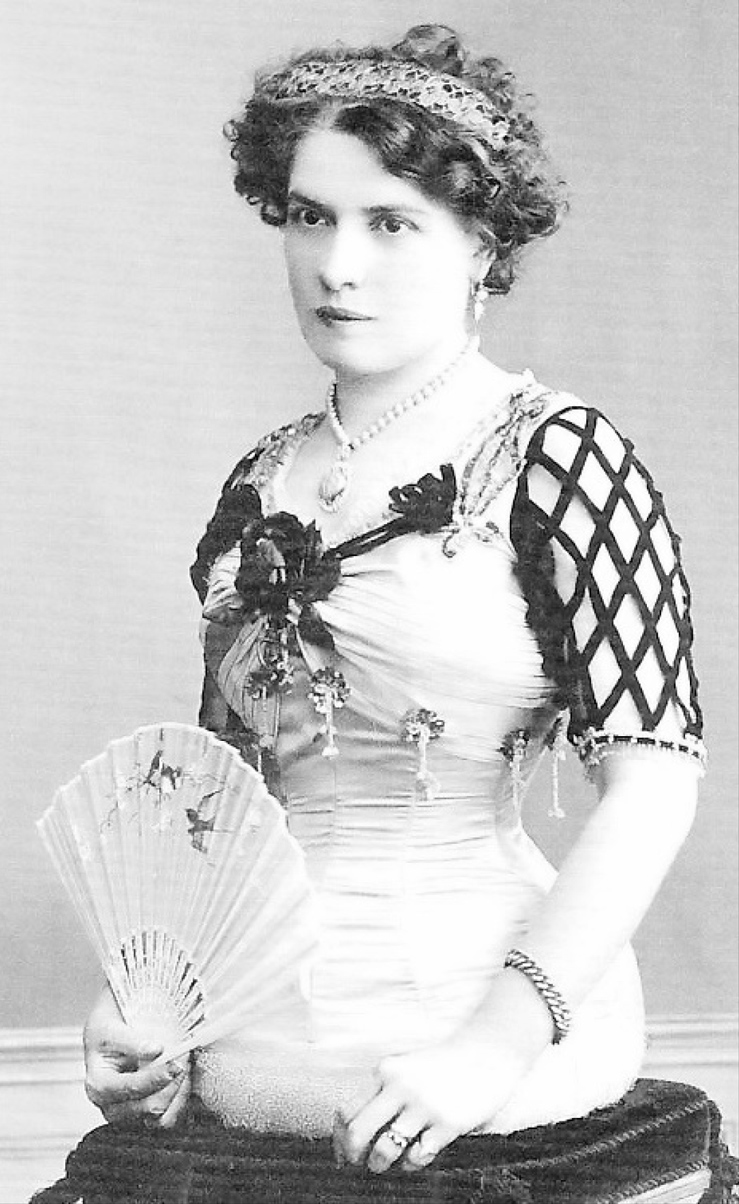
Antonia Matt – „Dame ohne Unterleib“

Im Englischen bedeutet der Begriff ursprünglich „Laune“. Besonders in den USA engte sich die Bedeutung im 19. Jahrhundert ein zu „Laune der Natur“ (freak of nature); im 19. Jahrhundert zogen Freak Shows über die Jahrmärkte, in denen Menschen wie zum Beispiel Kleinwüchsige beziehungsweise „Zwerge“, „die Frau mit Bart“, „der Zyklopenjunge“, die „Dame ohne Unterleib“, „Die tätowierteste Dame der Welt“, „der stärkste Mensch der Welt“ und andere ausgestellt wurden. Auch der Elefantenmensch Joseph Merrick zog einige Zeit mit einer solchen „Freak Show“ umher. Regisseur Tod Browning hat diesen Menschen in seinem Horrorfilm-Klassiker Freaks (1932, mit „missgebildeten“ Laiendarstellern) ein Denkmal gesetzt. In den 1930er Jahren war das Zur-Schau-Stellen von „missgebildeten“ Menschen in Deutschland durch das NS-Regime verboten.
Ab etwa den 1960er Jahren bezeichnete man so auch gesellschaftliche Aussteiger und Anhänger einer alternativen Lebensweise, siehe zum Beispiel den Comic The Fabulous Furry Freak Brothers. In Los Angeles wurden die frühen Hippies als Freaks bezeichnet. Das erste, 1966 veröffentlichte Album der Mothers of Invention heißt Freak Out! und wird vom Musikkritiker Barry Miles als „eine Feier der Freaks und ihres Lebensstils“ bezeichnet. In den dem Album beigefügten ausführlichen Liner Notes schreibt Frank Zappa: „Auf der persönlichen Ebene ist freaking out ein Prozess, in dem ein Individuum überholte und restriktive Maßstäbe hinsichtlich des Denkens, der Kleidung und der sozialen Etikette abstreift, um einen kreativen Ausdruck für seine Beziehung zu seinem unmittelbaren Lebensumfeld (…) zu finden.“
Im modernen englischen Sprachgebrauch kann das Wort je nach Kontext durchaus noch als Beleidigung aufgefasst werden, es überwiegt aber mittlerweile auch hier die wohlwollende Variante – siehe beispielsweise den Roman Freaky Friday und dessen Verfilmungen oder die Zeichentrickserie Freakazoid!.
Im technischen Kontext, beispielsweise als Kürzel für Computerfreak, wird der Begriff auch im Deutschen heute wohlwollend anerkennend verwendet.
Weitere Beispiele:
- Der Titel Le Freak der Gruppe Chic (Refrain: «freak out, le freak, c’est chic») erreichte Platz eins in vielen Ländern und ist bis heute – 29 Jahre nach der Veröffentlichung (Stand Juli 2007) – die meistverkaufte Single der Plattenfirma WEA.
- Als Freak-Staaten bezeichnen die US-Amerikaner die US-Bundesstaaten Hawaii und Alaska, die weit außerhalb der 48 Kernstaaten liegen und auf Landkarten meist mit anderen Maßstäben und Platzierungen dargestellt werden
- Die evangelikale Jugendbewegung Jesus Freaks deutet den Begriff im Sinne ihrer Glaubensvorstellung.
- In dem Reality-TV-Format Das Model und der Freak wird ein sozial inkompetenter „Freak“ einem sozial kompetenten Model gegenübergestellt, das ihn von seinem Freak-Dasein erlösen soll.

## Verwandte Begriffe
- Spezielle Bezeichnungen für Computerfreaks sind Nerd oder Geek. Otaku bezeichnet eine Person, welche sich obsessiv mit Mangas oder Animes beschäftigt.
- Phreaking, ein Schachtelwort aus Phone und Freak, bezeichnet Manipulationen von Telefonsignalen, um gebührenfrei zu telefonieren.